# Philodromus mexicanus
Philodromus mexicanus là một loài nhện trong họ Philodromidae.
Loài này thuộc chi Philodromus. Philodromus mexicanus được miêu tả năm 1969 bởi Charles Denton Dondale & Redner.